# Piramide quadrata
In geometria solida, una piramide quadrata è una piramide avente base quadrata. La piramide quadrata è un particolare pentaedro, cioè un poliedro con 5 facce.

## Solido di Johnson
Se le 4 facce triangolari sono triangoli equilateri, la piramide è un solido di Johnson: si tratta effettivamente del primo dei 92 solidi di Johnson, codificato con il simbolo {\displaystyle J_{1}}; fra questi, è in effetti quello con minore numero di facce (5). Si tratta di un solido di Johnson perché ha tutte le facce regolari, ma ha vertici con valenze diverse.

## Area e volume
Se le facce laterali sono triangoli equilateri, il solido è caratterizzato unicamente dalla lunghezza {\displaystyle a} di uno qualsiasi dei suoi spigoli. L'area {\displaystyle A} ed il volume {\displaystyle V} sono dati dalle formule:
{\displaystyle A=(1+{\sqrt {3}})a^{2},}
{\displaystyle V={\begin{matrix}{{\sqrt {2}} \over 6}\end{matrix}}a^{3}.}
Per una più generica piramide a base quadrata, di altezza {\displaystyle h} e avente base di lato {\displaystyle l}, il volume è:
{\displaystyle V={1 \over 3}l^{2}h}